# 国防省 (カナダ)
国防省または国防総省（こくぼうしょう、こくぼうそうしょう、英語：Department of National Defence、略称：DND、仏語：Ministère de la Défense nationale、略称：MDN）は、カナダ連邦政府内で、カナダの国益や価値観の国内外での防衛を司る省庁である。
国防省はカナダ連邦政府内では予算、人数、建築物の数でも最大規模
の省である。国防省は国防大臣に仕える文民の高官である国防次官がトップである。
国防省は国防大臣による国防体制（Defence Portfolio）を支持・運営するため、カナダ軍を支える文民組織である。しかし国防法（National Defence Act）の下では、カナダ軍は国防省から完全に分離した組織であり、独立して運営されているとされている。

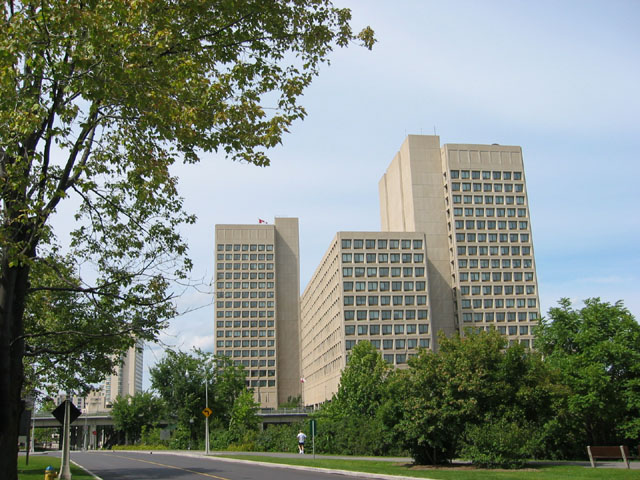
オタワのカナダ国防本部

## 組織
国防省は下記の大臣、組織を管轄している。
- 国防大臣
- 国防副大臣（英語版）

カナダ軍（軍事組織）と国防省（文民組織）は、2つの別個の組織であるが、一括し「国防チーム（The Defence Team）」として緊密な連携のもと運営されている。国防大臣は内閣の一員として「国防チーム」を主導している。国防省のトップは国防次官である。国防次官は首相の助言に基づき女王（枢密院における女王）の代理である総督によって任命される。カナダ軍は別組織として国防参謀総長（Chief of the Defence Staff）がトップを務めており、カナダ陸軍、カナダ海軍、カナダ空軍その他の作戦軍を統率している。国防次官と国防参謀総長の両方の傘下となっている組織も存在する。
女王とその代理である総督は枢密院の助言に基づき国防大臣、国防次官、国防参謀総長を任命する。カナダ軍部の指示命令系統としては、「防衛チーム」の一員ではないが女王（代理である総督）がカナダ軍最高司令官としてカナダ軍すべてに対し命令を下すことが出来る。

## 関連組織
国防大臣はカナダの国防体制（Defence Portfolio）全体を運営するためカナダ軍、通信保安機構（Communications Security Establishment、CST）、カナダ国防研究開発センター（Defence Research and Development Canada、DRDC）と国防省などを含めた組織を統括している。国防省自身はそれらの組織を統括していないが、大臣を補佐し国防体制を円滑に運営する業務に当たる。